# Dennis Politic
Dennis-Dorian Politic (Brașov, 5 marzo 2000) è un calciatore rumeno, attaccante del FCSB.

## Carriera

### Club

#### Inizi
Cresce nei settori giovanili di Manchester United e del Bolton Wanderers.  
Il 26 ottobre 2018 viene ceduto in prestito al Salford City, dove resta fino a febbraio dell’anno successivo.
Torna al Bolton e il 24 gennaio 2020 firma un rinnovo contrattuale fino al 2022.  
Nell’agosto successivo subisce un grave infortunio al ginocchio che lo costringe a saltare l’intera stagione.
Il 16 agosto 2021 passa in prestito al Port Vale, in League Two.

#### Cremonese e prestito al Port Vale
Il 21 gennaio 2022, dopo l’interruzione del prestito, si trasferisce a titolo definitivo alla Cremonese, in Serie B.  
Contribuisce alla promozione della squadra lombarda in Serie A al termine della stagione.
Il 1º settembre 2022 torna in prestito al Port Vale, con cui disputa un’altra stagione in terza serie inglese.

#### Dinamo Bucarest
Nel luglio 2023 si trasferisce alla Dinamo Bucarest, facendo così ritorno nel campionato rumeno dopo oltre dieci anni all’estero.  
Con la maglia biancorossa disputa due stagioni in Liga I, collezionando 56 presenze e 12 reti.

#### FCSB
Il 30 giugno 2025 viene ufficializzato il suo passaggio alla FCSB per circa 970 000 €, cifra che comprende anche il trasferimento del giovane Alexandru Musi in direzione opposta.
Debutta il 5 luglio 2025 nella Supercupa României contro il CFR Cluj, segnando il gol dell'1–0 al 48′ e venendo premiato come migliore in campo.

### Nazionale
Il 15 marzo 2025 viene convocato per la prima volta nella nazionale rumena, in vista delle qualificazioni al Mondiale 2026.  
Debutta il 24 marzo seguente nella vittoria per 5–1 in trasferta contro San Marino.

## Statistiche

### Presenze e reti nei club
Statistiche aggiornate al 14 aprile 2024.
| Stagione            | Squadra          | Campionato       | Campionato | Campionato | Coppe nazionali | Coppe nazionali | Coppe nazionali | Coppe continentali | Coppe continentali | Coppe continentali | Altre coppe | Altre coppe | Altre coppe | Totale | Totale |
| Stagione            | Squadra          | Comp             | Pres       | Reti       | Comp            | Pres            | Reti            | Comp               | Pres               | Reti               | Comp        | Pres        | Reti        | Pres   | Reti   |
| ------------------- | ---------------- | ---------------- | ---------- | ---------- | --------------- | --------------- | --------------- | ------------------ | ------------------ | ------------------ | ----------- | ----------- | ----------- | ------ | ------ |
| ott. 2018-feb. 2019 | Salford City     | NL               | 9          | 2          | FACup           | 2               | 0               | -                  | -                  | -                  | FAT         | 2           | 0           | 13     | 2      |
| 2019-2020           | Bolton           | FL1              | 24         | 3          | FACup+CdL       | 1+1             | 1+0             | -                  | -                  | -                  | EFLT        | 4           | 1           | 30     | 5      |
| ago. 2021-gen. 2022 | Port Vale        | FL2              | 10         | 2          | FACup+CdL       | 3+0             | 2+0             | -                  | -                  | -                  | EFLT        | 3           | 1           | 16     | 5      |
| gen.-giu. 2022      | Cremonese        | B                | 3          | 0          | CI              | -               | -               | -                  | -                  | -                  | -           | -           | -           | 3      | 0      |
| 2022-2023           | Port Vale        | FL1              | 24         | 2          | FACup+CdL       | 1+0             | 1+0             | -                  | -                  | -                  | EFLT        | 4           | 4           | 29     | 7      |
| Totale Port Vale    | Totale Port Vale | Totale Port Vale | 34         | 4          |                 | 4               | 3               |                    | -                  | -                  |             | 7           | 5           | 45     | 12     |
| 2023-2024           | Dinamo Bucarest  | L1               | 25         | 6          | CR              | 4               | 0               | -                  | -                  | -                  | -           | -           | -           | 29     | 6      |
| Totale carriera     | Totale carriera  | Totale carriera  | 95         | 15         |                 | 12              | 4               |                    | -                  | -                  |             | 13          | 6           | 120    | 25     |

### Cronologia presenze e reti in nazionale
| Cronologia completa delle presenze e delle reti in nazionale ― Romania | Cronologia completa delle presenze e delle reti in nazionale ― Romania | Cronologia completa delle presenze e delle reti in nazionale ― Romania | Cronologia completa delle presenze e delle reti in nazionale ― Romania | Cronologia completa delle presenze e delle reti in nazionale ― Romania | Cronologia completa delle presenze e delle reti in nazionale ― Romania | Cronologia completa delle presenze e delle reti in nazionale ― Romania | Cronologia completa delle presenze e delle reti in nazionale ― Romania |
| Data                                                                   | Città                                                                  | In casa                                                                | Risultato                                                              | Ospiti                                                                 | Competizione                                                           | Reti                                                                   | Note                                                                   |
| ---------------------------------------------------------------------- | ---------------------------------------------------------------------- | ---------------------------------------------------------------------- | ---------------------------------------------------------------------- | ---------------------------------------------------------------------- | ---------------------------------------------------------------------- | ---------------------------------------------------------------------- | ---------------------------------------------------------------------- |
| 24-3-2025                                                              | Serravalle                                                             | San Marino                                                             | 1 – 5                                                                  | Romania                                                                | Qual. Mondiali 2026                                                    | -                                                                      | 80’ 90’                                                                |
| Totale                                                                 |                                                                        | Presenze                                                               | 1                                                                      |                                                                        | Reti                                                                   | 0                                                                      |                                                                        |

## Palmarès

### Club

#### Competizioni nazionali
- Supercoppa di Romania: 1

FCSB: 2025